# 小流寺
小流寺（しょうりゅうじ）は、埼玉県春日部市にある真宗大谷派の寺院。

## 歴史
1646年（正保3年）、小島正重の開基である。正重は江戸幕府代官頭伊奈氏の出身であり、正重も当地庄内領の代官となった。正重は幕府が進める利根川東遷事業に従事することになった。正重は東遷事業の工事事務所となっていた屋敷を寺院化した。これが当寺の起源である。
かつての当寺は、立派な山門や参道があったという。しかし1952年（昭和27年）、江戸川改修工事に伴い、現在地に移転した。

## 文化財
- 小流寺縁起（春日部市指定有形文化財 昭和57年12月1日指定）[3]

## 交通アクセス
- 路線バス宝珠花入口停留所より徒歩6分。